# Shield Nickel

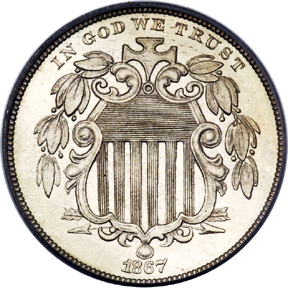
Vorderseite

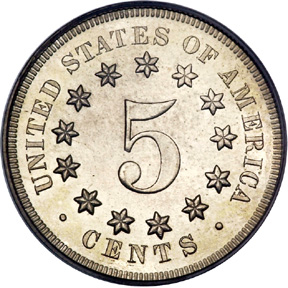
Rückseite

Der Shield Nickel ist das erste amerikanische 5-Cent-Stück, das nicht aus Silber, sondern aus Kupfernickel besteht. Die von James B. Longacre gestaltete Kursmünze wurde zwischen 1866 und 1883 geprägt.

## Geschichte
Während des Bürgerkrieges wurden die im Umlauf befindlichen Gold- und Silbermünzen in großen Mengen gehortet. Dadurch entstand, vor allem bei den kleinen Nominalien, ein Mangel an Münzgeld. Um dem entgegenzuwirken, wurden Banknoten mit kleinem Nennwerten verausgabt, die bei der Bevölkerung aber nur wenig Anklang fanden. Schließlich veranlasste James Pollock, Direktor der United States Mint, die Prägung des Fünf-Cent-Stück aus Nickel, was am 16. Mai 1866 durch die Legislative genehmigt wurde. Das harte Nickel erwies sich allerdings als problematisch, obwohl nur Kupfernickel verwendet wurde. Die frühen Exemplare weisen oft eine schlechte Prägequalität auf. Die Verwendung von Nickel als Münzmetall geht vor allem auf den politischen Einfluss des Nickel-Magnaten Joseph Wharton zurück.

## Beschreibung
Die Münze zeigt auf ihrer Vorderseite ein an das Siegel der Vereinigten Staaten angelegtes Schild mit zwei Olivenzweigen. Darüber befindet sich der Wahlspruch „IN GOD WE TRUST“ (engl.: Wir vertrauen auf Gott) und darunter das Prägejahr.
Die Rückseite zeigt die Wertziffer „5“ umgeben von einem Kreis auf 13 Sternen. In den ersten Jahren der Prägung befanden sich zwischen den Sternen zusätzlich noch Strahlen, deren saubere Prägung technisch zu anspruchsvoll war und die deshalb bald weggelassen wurden. Dieser Kreis wird wiederum vom Landesnamen „UNITED STATES OF AMERICA“ und der Währungseinheit „CENTS“ umgeben.
Die Münze hat einen Durchmesser 20,5 mm und wiegt 5 g. Der Rand ist glatt. Sie besteht aus Kupfernickel mit 75 % Kupfer und 25 % Nickel.

## Jahrgänge und Auflagen
Die folgende Tabelle enthält alle geprägten Jahrgänge und deren Auflage. In der dritten Spalte sind die Auflagen der Münzen in Polierte Platte (engl.: Proof) gelistet. Alle Münzen wurden in Philadelphia geprägt. Die mit einem Stern gekennzeichneten Jahrgänge haben Strahlen zwischen den Sternen auf der Rückseite.
| Jahr  | Auflage    | Proof     |
| ----- | ---------- | --------- |
| 1866* | 14.742.500 | ca. 500   |
| 1867* | 2.019.000  | ca. 75    |
| 1867  | 28.890.500 | ca. 600   |
| 1868  | 28.817.000 | ca. 600   |
| 1869  | 16.395.000 | ca. 600   |
| 1870  | 4.806.000  | ca. 1.000 |
| 1871  | 561.000    | ca. 960   |
| 1872  | 6.036.000  | ca. 950   |
| 1873  | 4.550.000  | ca. 1.100 |
| 1874  | 3,538,000  | ca. 700   |
| 1875  | 2.097.000  | ca. 700   |
| 1876  | 2.530.000  | ca. 1.150 |
| 1877  | –          | ca. 510   |
| 1878  | –          | 2.350     |
| 1879  | 25.900     | 3.200     |
| 1880  | 16.000     | 3.955     |
| 1881  | 68.800     | 3.575     |
| 1882  | 11.472.900 | 3.100     |
| 1883  | 1.451.500  | 5.419     |